# Atac amb matxet a Toronto en el 2020
 L'atac amb matxet de Toronto va ser un atac en un saló de massatges de Toronto el 24 de febrer de 2020.
Es va dir als equips d'emergència a l'establiment després que s'informés d'un home i una dona que van ser vists fora amb ferides. Els dos ferits que estaven fos van ser portats a l'hospital amb ferides greus. Dins de l'establiment es va trobar una dona amb ferides fatals i va morir en el lloc. La dona va ser identificada més tard com Ashley Noell Arzaga. Tenia 24 anys. Era mare d'una jove i els seus amics la van descriure com una mare afectuosa.
Un noi de 17 anys va ser arrestat i acusat d'assassinat en primer grau i intent d'assassinat. No pot ser nomenat sota la Llei de Justícia Penal de Menors.
Al maig de 2020, els càrrecs es van elevar a "assassinat - activitat terrorista" i "intent d'assassinat - activitat terrorista". En una declaració conjunta, la Policia Muntada del Canadà i el Servei de Policia de Toronto van anunciar que les recerques havien determinat que l'atac "es va inspirar en el moviment extremista violent ideològicament motivat (traduït del anglès: Ideologically Motivated Violent Extremist o IMVE), comunament conegut com a incel". També van dir: "Com a resultat, els Fiscals Generals federals i provincials han accedit a iniciar procediments de terrorisme, al·legant que l'assassinat va ser una activitat terrorista. i l'intent d'assassinat va ser una activitat terrorista". Va ser el tercer incident mortal a Toronto que suposadament s'ha atribuït al moviment incel en dos anys, després de l'atac amb vehicle de Toronto el 23 d'abril de 2018 i el tiroteig a Toronto el 22 de juliol de 2018.